# Hreceana, Volociîsk
Hreceana (în ucraineană Гречана) este un sat în comuna Solomna din raionul Volociîsk, regiunea Hmelnîțkîi, Ucraina.

## Demografie
Componența lingvistică a localității Hreceana
     Ucraineană (99,37%)
     Alte limbi (0,63%)
Conform recensământului din 2001, majoritatea populației localității Hreceana era vorbitoare de ucraineană (99,37%), existând în minoritate și vorbitori de alte limbi.